# Річард I (герцог Бургундії)
Річард I Справедливий (*Richard le Justicier 855/856 — 1 вересня 921) — перший маркіз, а потім герцог Бургундії у 918—921 роках. Мав також прізвисько «Заступник».

## Життєпис

### Походження
Походив з династії Бозонідів. Старший син (за іншими відомостями другий) син Бівіна, світського абата Горця. Його мати Ріхільда була дочкою Бозона Старого, графа Арля, Туріна і Валуа. Таутберга, сестра Ріхіільди і тітка Річард, була дружиною Лотара II, короля Лотарінгії.
Його брат Бозон був одружений з дочкою Людовика II, короля Італії. 
В 870 році після смерті першої дружини король і майбутній імператор Карл II Лисий одружився з сестрою Річарда Ріхільдою. У 875 році разом з братом Бозоном супроводжував Карла II до Італії, де той був коронований як імператор. Річард перебував в Італії до 877 року.
У 877 році Бозон, який повернувся до Західно-Франкського королівства, призначив керувати Італією та Провансом Річарда й Гуго Абата, сина Конрада I Старого, графа Осерського.

### Протистояння з братом
У 879 році Бозон, скориставшись смертю короля Людовика Заїки, проголосив себе королем Провансу і Нижньої Бургундії. Проте Річард залишився відданий новому королю Людовику III і в 880 році виступив проти старшого брата. Він захопив Макон, де від імені королів Людовика III і Карломана II розміщує залогу, віддавши його під управління Бернару Плантвелю. Пізніше Річард брав участь у захопленні Ліона і В'єнна.
У 881 році при захопленні В'єнна Річард взяв дружину брата Бозона Ірменгарду разом з дітьми під свій захист і відвіз їх до Отена, в той час, як Бозон I сховався в Провансі. Близько 883 року (за іншими відомостями в 880 році) як нагороду отримав від короля Отенське графство.
У 884 році після смерті Карломана II, Річард підтримав Карла III Товстого, виступивши проти Одо Паризького, який також претендував на трон Західного Франкського королівства.
Після смерті Бозона I в 887 році допоміг його удові Ірменгарда стати регентшею Нижнього Бургундського королівства при малолітньому синові Людовику III. Того ж року став на бік Карла III Простакуватого проти Одо I Паризького.
У 888 році Річард отримав бургундські графства брата Труа та Невер. Завдяки одруженню з дочкою Конрада II, графа Осера він в 888 році отримав також графство Осер від брата дружини, Рудольфа I, який проголосив себе королем Верхньої Бургундії, водночас Річард стає світським абатом кількох абатств у Бургундії. Того ж року завдав поразки норманам у битві при Сен-Флорентин.
Водночас разом з сусідніми володарями вимушений був протидіяти набігам норманів. У 892 і 898 роках Річард зміг успішно відбити набіги норманів, а в 911 році в союзі Робертом Нейстрійським і Еблем де Пуатьє переміг норманів під проводом Роллона у битві при Шартрі. Незабаром після цього отримав Діжон та Шалон-сюр-Сон. Ставши самим могутнім феодалом в Бургундії, він проголошує себе маркізом Бургундії, що було визнано королем Одо I в 892 році.
У 894 році він захопив графство Лангр, 895 року — Санс і Труа, захопивши архієпископа, який коронував Одо I. До 898 році сюзеренітет Річарда визнавали 17 з 18 бургундських графств. Його підтримка короля Карла Простакуватого призвело до протистояння з Робертінами і графом Вермандуа. 
У 898 році після смерті короля Одо I, Річард міг претендувати на королівський титул, але продовжував підтримувати короля Карла III. Той натомість визнав Річарда маркізом Бургундії. З 901 року став обіймати в королівській раді перше місце.

### Герцог
У 918 році король Карл визнає за Річардом титул графа і герцога Бургундії. Він поширює свій контроль також на єпископства Отен, Лангр і Труа. З цього моменту усі зусилля було спрямовано на зміцнення герцогства зі столицею в Діжоні.
Помер в Осері 1 вересня 921 року, його було поховано в абатстві Сен-Коломб у Сансі. Йому спадкував старший син Рауль.

## Родина
Дружина — Аделаїда (д/н-929), донька Конрада II зі Старшого Дому Вельфів, граф Осеру.
Діти:
- Рауль (890—936), 2-й герцог Бургундії у 921—923 роках, король Західно-Франкського королівства у 923—936 роках
- Гуго (д/н-952), 3-й герцог Бургундії у 923—952 роках
- Бозон (д/н-936), граф Вітрі
- Аделаїда (894-після 920), дружина Реньє II, графа Ено
- Ірменгарда (908-д/н), дружина Жильбера де Віржі, графа Шалона, 4-й герцога Бургундії у 952—956 роках
- Ріхільда (д/н-948/955), дружина Літода I, графа Макона